# Exocarpos clavatus
Exocarpos clavatus är en sandelträdsväxtart som beskrevs av Stauff.. Exocarpos clavatus ingår i släktet Exocarpos och familjen sandelträdsväxter. Inga underarter finns listade i Catalogue of Life.